# أمين أبو الفتح
أمين أبو الفتح (مواليد 7 أكتوبر 1997) هو لاعب كرة قدم مغربي مُحترف يلعب في مركز الدفاع مع نادي الكويت.

## مسيرته مع الأندية
تدرب أمين أبو الفتح في نادي برشيد حيث لعب 34 مباراة في الدوري قبل أن ينضم إلى الوداد في 3 نوفمبر 2020، مقابل رسم قدره 109 ألف يورو.
في 10 سبتمبر 2022، بدأ تحت قيادة مدربه الجديد الحسين عموتة في نهائي كأس السوبر الإفريقي ضد نهضة بركان. في مباراة انتهت بالهزيمة 0-2.

## الإنجازات
الوداد
- البطولة الوطنية المغربية (2): 2020–21، 2021–22
- دوري أبطال إفريقيا : 2022